# NGC 4449
NGC 4449 أو كالدويل 21  هي مجرة غير منتظمة ، تصنف كنوع LMC Type ( نوع سحابة ماجلان الكبرى) ،
ترى في اتجاه كوكبة السلوقيان . تقدر كتلة ما فيها من نجوم نحو 30 مليار كتلة شمسية ؛ وهي تعتبر واحدة من أكبر المجرات من هذا النوع. تبعد مجرة إن جي سي 4449 عن الأرض نحو 5و12 مليون سنة ضوئية. ويبلغ اتساعها الزاوي 5,5' × 3,6' ويبلغ قطرها نحو 20.000 سنة ضوئية ؛ وقدر لمعانها 9,4  قدر ظاهري.
صورت المجرة إن جي سي 4449 بالتلسكوبات الضوئية والتلسكوبات الراديوية، ويتبين من تحليل الطيف من التلسكوب الذي يقيس الأشعة الراديوية القادمة منها أن الجزء المرئي منها يعتبر «مجرة قزمة» إذ يبين رصد الأشعة الرادوية أنها أكبر بكثير وأن إن جي سي 4449  متمركزة في هالة غازية وغبار كوني يبلغ قطرها 200.000 سنة ضوئية ؛ وهذا حجم يسترعي الانتباه إذ أن الجزء المرئي من تلك المجرة يكوّن نحو 1/1000 من حجمها الكلي.

## الخصائص
هذه المجرة مشابهة في طبيعتها لJ سحابة ماجلان الكبرى (LMC) ،  على الرغم من أنها ليست ساطعة ولا كبيرة. فهي في شكل شريط عام - مماثل لسمات LMC ، مع أزرق شاب متناثرة عناقيد نجمية.
وعلى عكس سحابة ماجلان الكبرى تعتبر NGC 4449 مجرة انفجار نجمي نظرًا لارتفاع معدل تشكل النجوم فيها (ضعف معدل تكوين النجوم)  ويتضمن العديد من عناقيد النجوم الضخمة والشابة ،  واحد منهم في مركز المجرة.
تُظهر صور المجرة الوهج الوردي لغاز الهيدروجين الذري ، وهذا الغاز من صفات مناطق تشكل النجوم الضخمة.
NGC 4449 محاطة بغلاف كبير من هيدروجين متعادل كهربيا يمتد على مساحة 75 دقيقة قوسية (14 مرة أكبر من القطر البصري للمجرة). يُظهر المغلف تشوهات من المحتمل أن تكون ناجمة عن تفاعلات مع المجرات القريبة.
يُعتقد أن التفاعلات مع المجرات القريبة قد أثرت على تكوين النجوم في المجرة NGC 4449 ، وفي الواقع في عام 2012 تم اكتشاف مجرتين صغيرتين تتفاعل مع هذه المجرة: سطوع السطح المتقطع مجرة قزمة كروية بنفس الكتلة النجمية مثل NGC 4449 و هالة ولكن بنسبة مادة مظلمة إلى المادة النجمية بين 5 و 10 أضعاف تلك الموجودة في NGC 4449  و مجموعة كروية شديدة السطوع مع ذيول من النجوم الشابة التي قد تكون نواة لمجرة غنية بالغاز. تم تعطيل كلا القمرين بواسطة NGC 4449 ويتم استيعابهما الآن.
يوجد على الأقل مصدر أشعة إكس فائق التألق (ULX) معروف في NGC 4449 و يسمى NGC 4449 X7. هناك ثلاثة مرشحين تم تحديدهم على أنهم نظراء بصريون لـ NGC 4449 X7 (أي قد يكونون مرتبطين بـ ULX). كلهم في وقت مبكر (نجم من النوع B إلى نجم من النوع F) عملاق يقدر عمره بحوالي 40 إلى 50 مليون سنة و حوالي 8 أضعاف كتلة الشمس.

## اقرأ أيضًا
- علم الفلك للأشعة السينية
- إن جي سي 1275
- نجم زائف
- مجرة قزمة
- مجرة حلزونية
- مجرة إهليجية
- سحابة ماجلان
- خماسية ستيفان
- قزم أبيض
- عملاق أحمر
- الانفجار العظيم
- خط زمني للانفجار العظيم
- نجم نيوتروني
- ثقب أسود
- مسييه 100
- إن جي سي 2100